# Cerapachys mjobergi
Cerapachys mjobergi é uma espécie de formiga do gênero Cerapachys.